# Biserica Pogorârea Sfântului Duh din Paroș

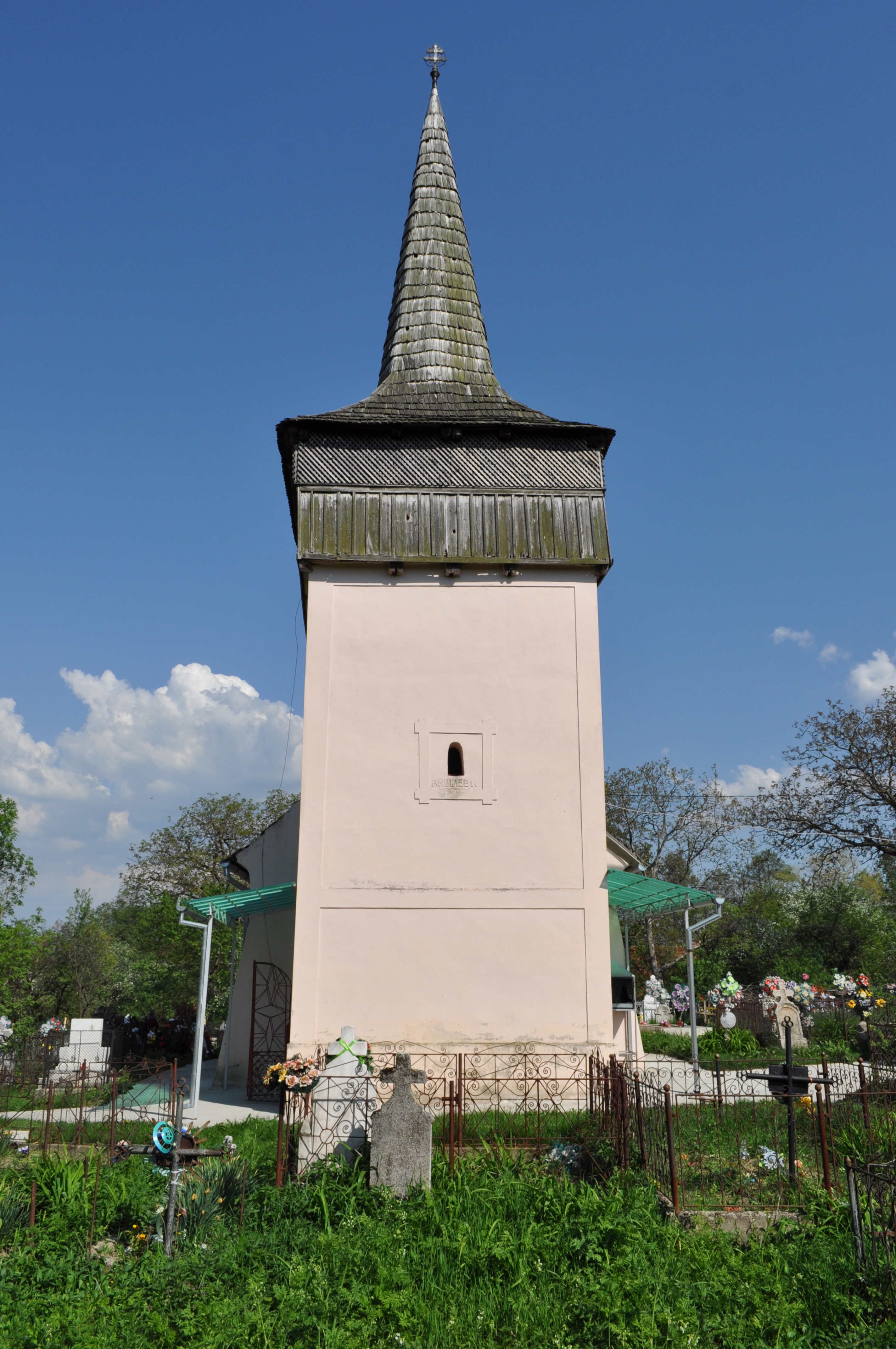
Biserica de zid cu hramul „Pogorârea Sfântului Duh” din Paroș, comuna Sălașu de Sus, județul Hunedoara, foto: aprilie 2012.

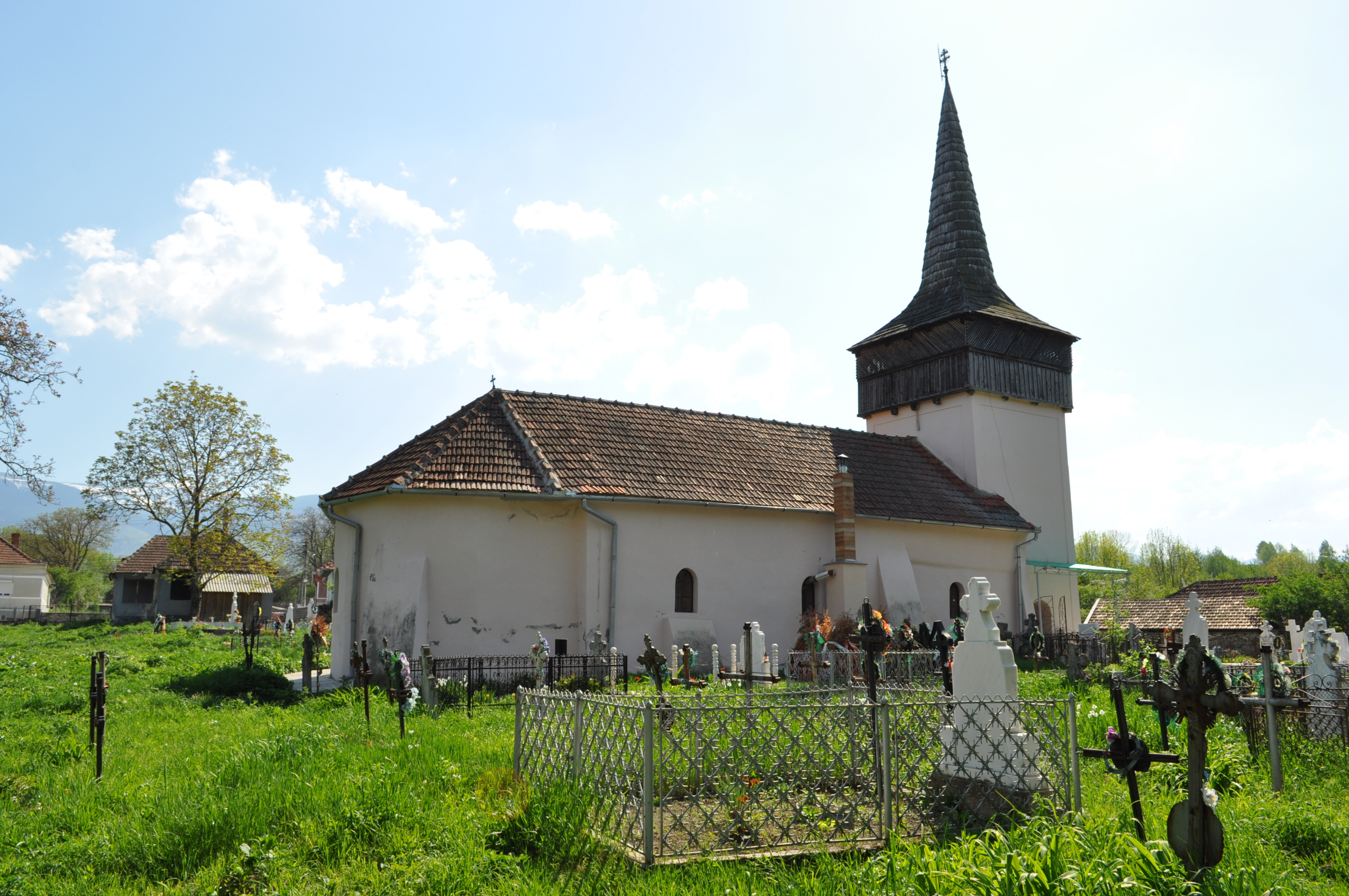
Biserica de zid cu hramul „Pogorârea Sfântului Duh” din Paroș, comuna Sălașu de Sus, județul Hunedoara, foto: aprilie 2012.

Biserica de zid cu hramul „Pogorârea Sfântului Duh” din Paroș, comuna Sălașu de Sus, județul Hunedoara a fost ridicată în secolul XV. Biserica se află pe noua listă a monumentelor istorice sub codul LMI:  HD-II-m-A-03401.

## Istoric și trăsături
Satul Paroș  menționat în anul 1453 împreună cu cătunul Peștera ca “Parospestere” este păstrătorul unei biserici vechi de piatră, închinată praznicului ”Pogorârii Duhului Sfânt”. Etapei inițiale de construcție a bisericii îi aparțin doar nava și altarul, pronaosul și turnul fiind adaosuri târzii, precum o dovedește și inscripția unuia din clopote (“Gloria in Excelsis Deo 1717”) adus cu acel prilej; celălalt clopot a fost turnat „spre mărirea lui Dumnezeu”, în anul 1796.
Frapantă la această biserică este planimetria altarului, semicircular la interior și heptagonal în exterior; absida este ușor decroșată față de corpul navei. Clopotnița masivă, cu un foișor închis de lemn și fleșa  ascuțită, învelită în șindrilă și prevăzută, pe laturile sale de sud și de nord, cu două  intrări; la acoperirea lăcașului propriu-zis s-a utilizat țigla. Peretele de miazănoapte este sprijinit de patru contraforți. Pictura exterioară s-a dovedit ulterior a nu fi altceva decât o simplă zugrăveală naivă.
Nici interiorul nu a beneficiat de nici un decor mural specific. Lăcașul renovat în anii 1878, 1899, 1936, 1958, 1990-1991 și 2003, figurează pe lista monumentelor istorice românești (HD-II-m-A-03401). 
Începuturile acestui edificiu ecleziastic sunt greu de stabilit; istoriografia le fixează în secolul al XV-lea. Menționarea preoților locali Dumitru și Marcu într-o listă de martori din 26 iunie 1640 reprezintă dovada certă a existentei bisericii  în secolul al XVII-lea. Și mai veche este  atestarea nobilului român Mihail ”Kuluger” (Călugărul) de la Paroș la 5 decembrie 1559, legat poate de ctitorirea lăcașului.
La origine ortodoxă, biserica a deservit liturgic, după 1701, obștea locală unită; această apartenență  confesională este confirmată de conscripțiile anilor 1733, 1750 și  1829-1831; harta iosefină a Transilvaniei (1769-1773) îi atestă, de asemenea, existența. În 1948 a revenit Bisericii Răsăritene. 

## Imagini

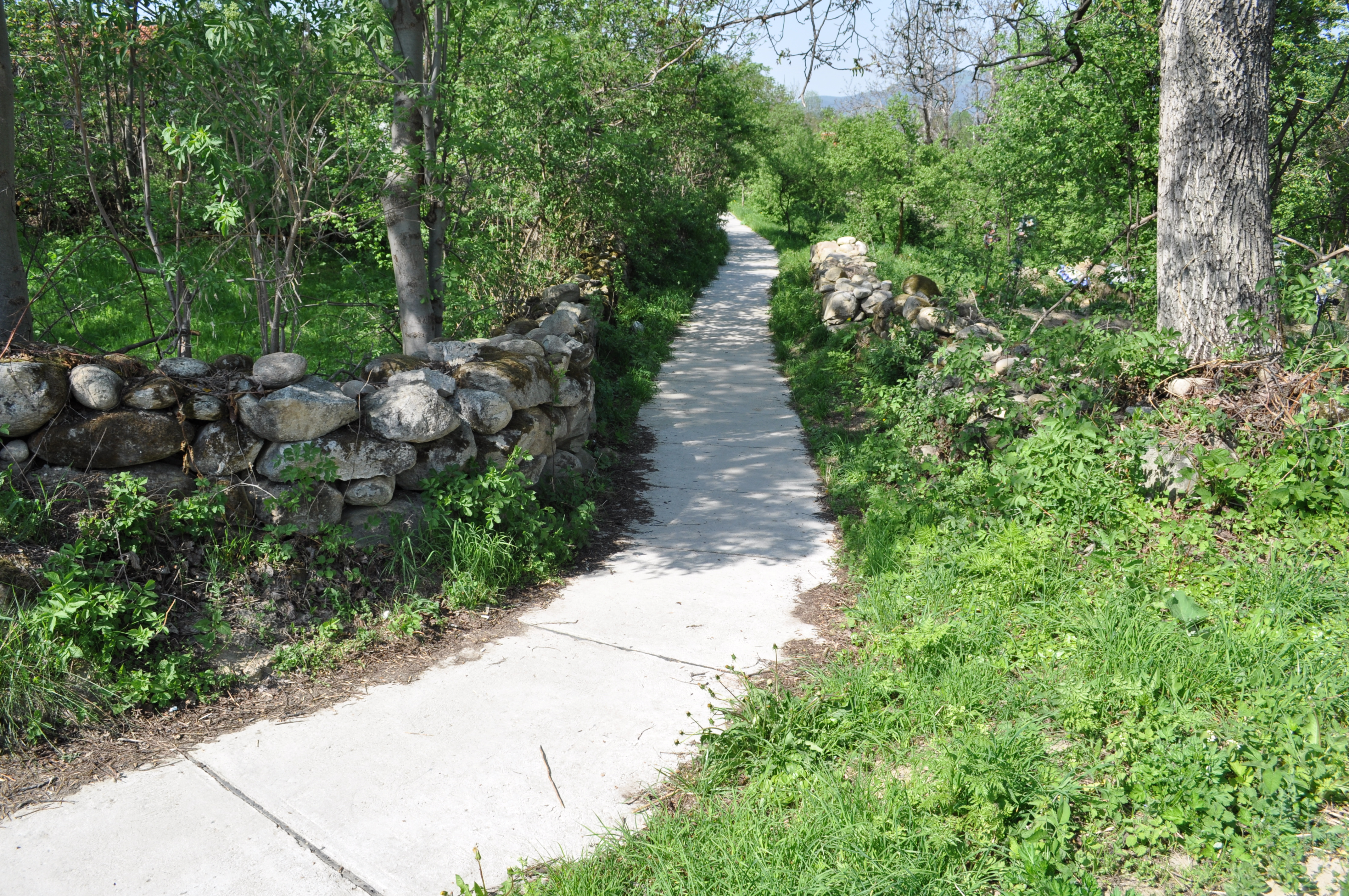
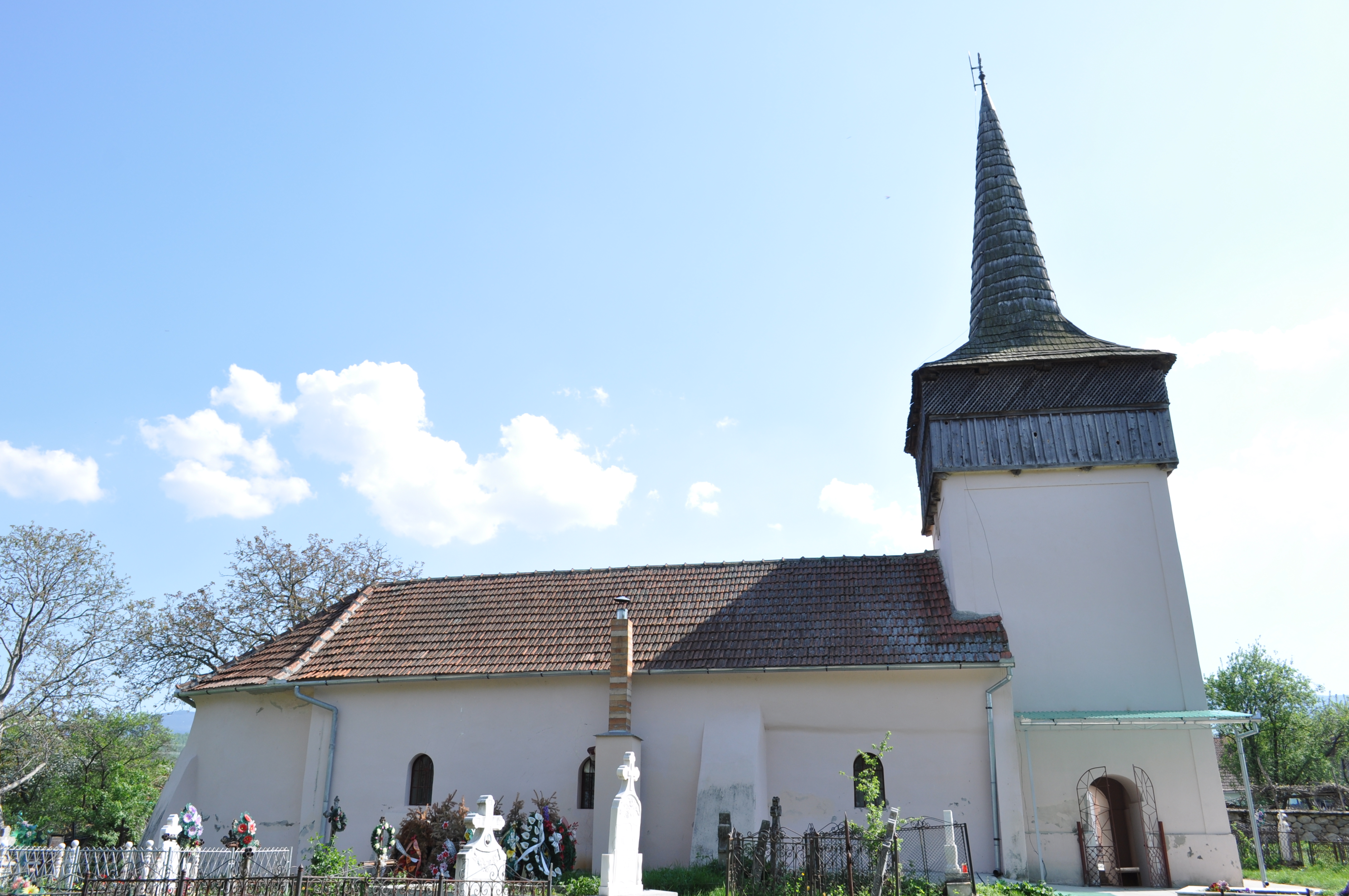
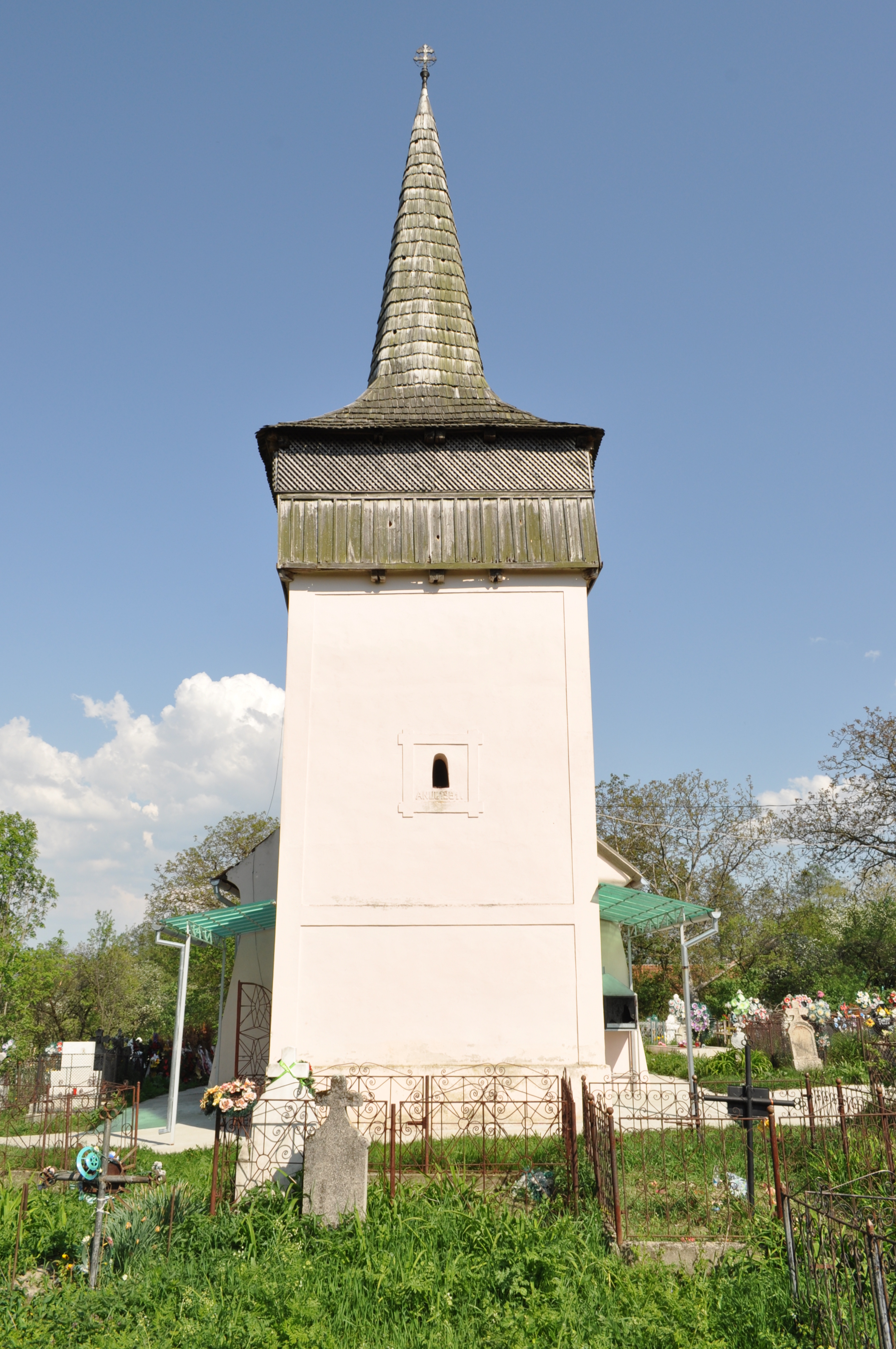
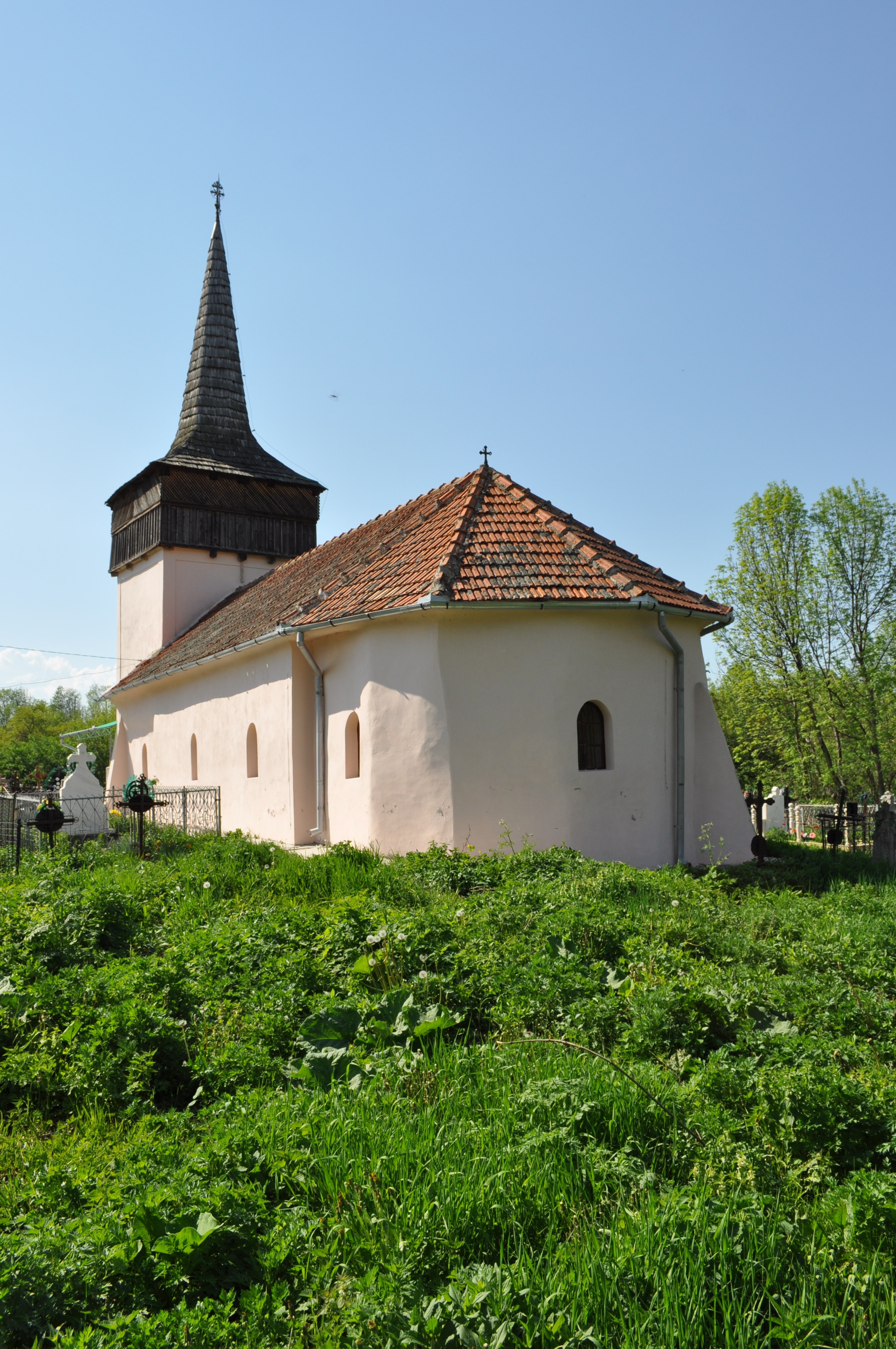
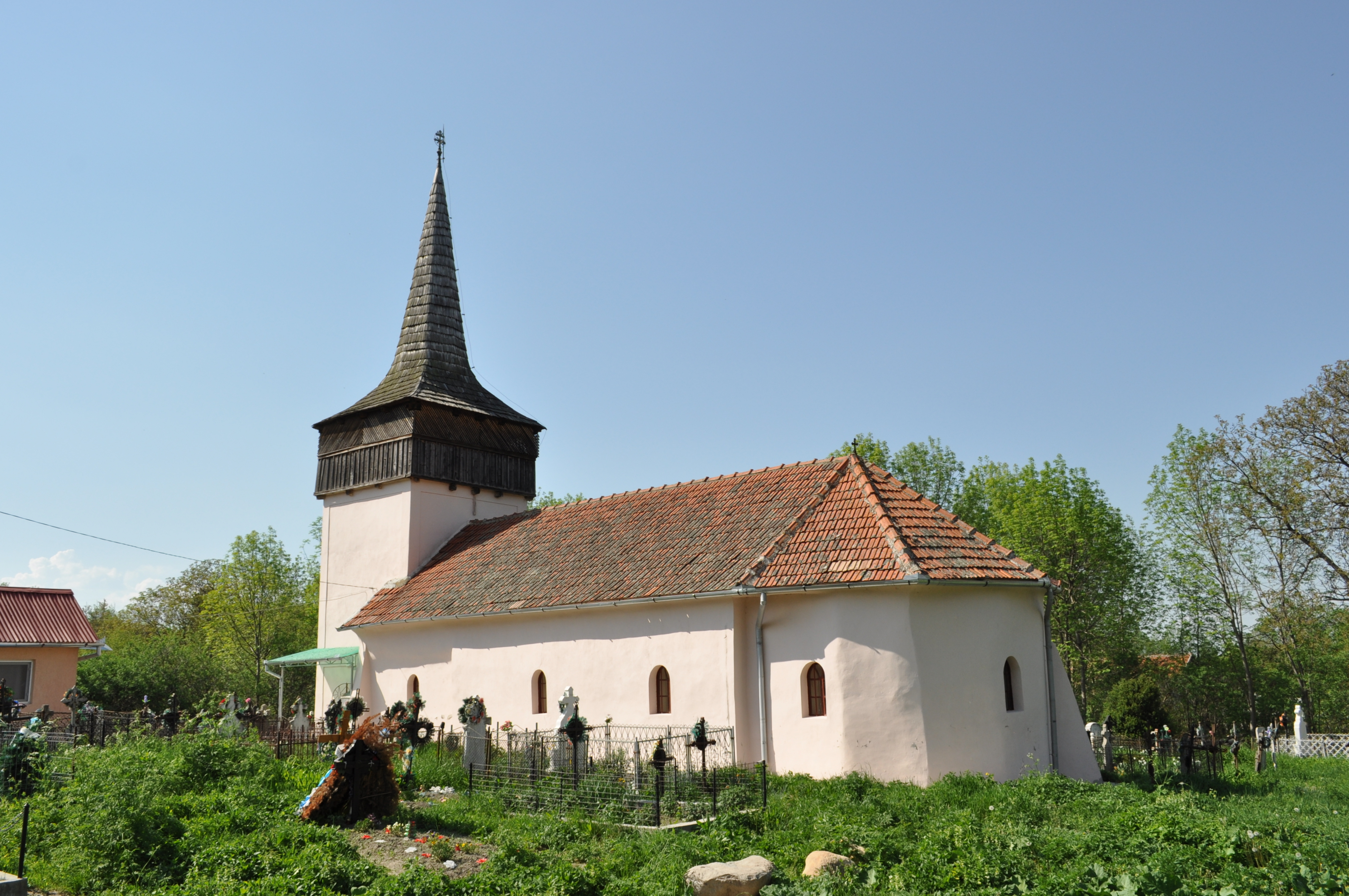
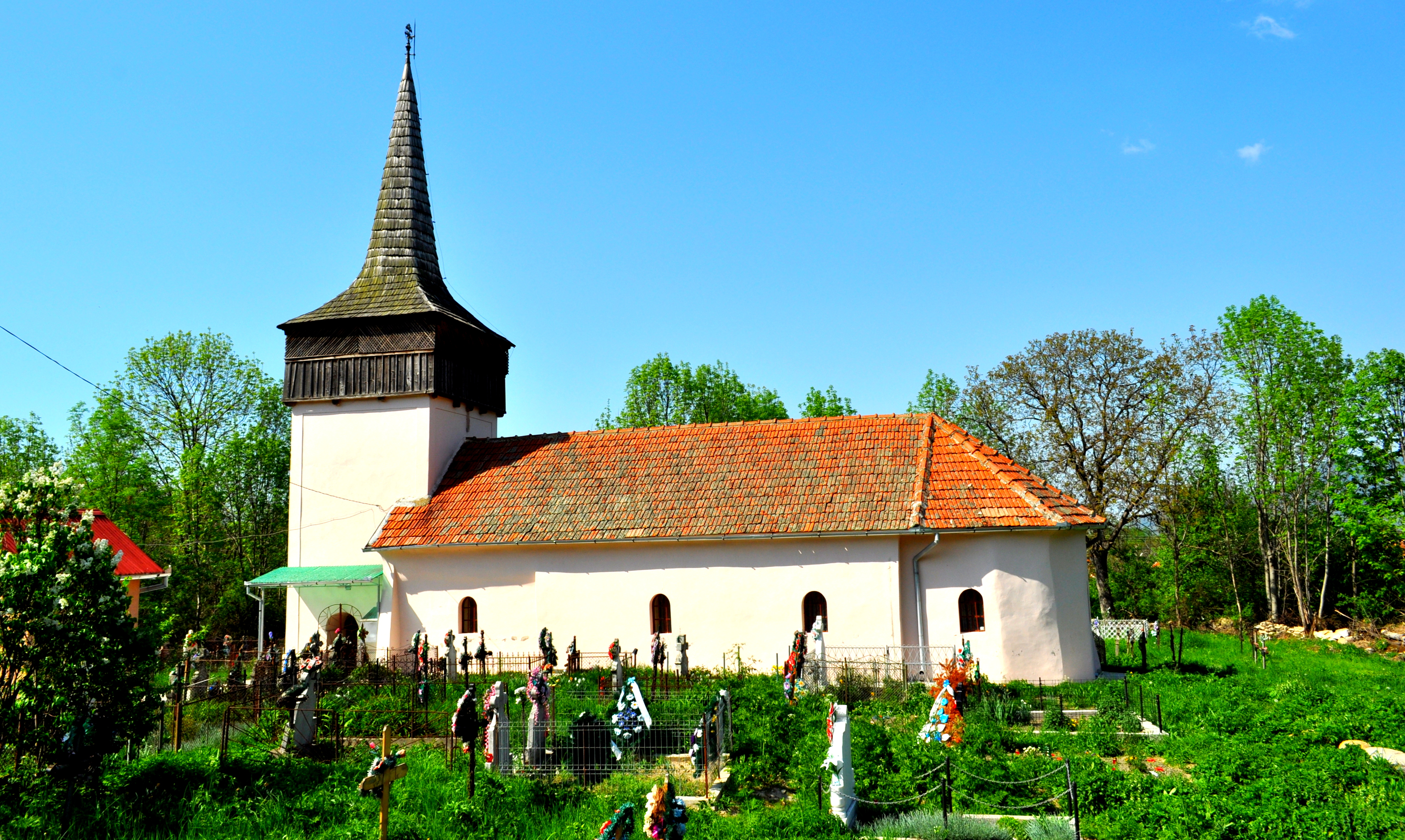